# Ijaw

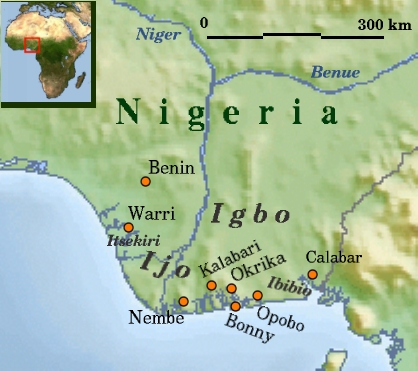
Rozmieszczenie Ijaw na mapie Nigerii

Ijaw – lud afrykański, żyjący w południowej Nigerii, w delcie rzeki Niger, liczący ok. 15 mln osób. Zamieszkują głównie stany: Bayelsa, Delta, Ondo i Ekiti. Są oni uważani za jednych z najstarszych mieszkańców południowej Nigerii. Z Ijaw wywodzi się były prezydent Nigerii Goodluck Jonathan. Ijaw mówią językami z grupy niger-kongo, najważniejszym z języków jest izon, posługuje się nim ok. 4 mln populacji. 
Ijaw zajmują się głównie rolnictwem (uprawa: yam, manioku, słodkich ziemniaków), zbieraniem owoców palmy oleistej i rybołówstwem.
Wyznania:
- chrześcijaństwo – 99% (ewangelikalizm – 33%), w tym:
  - protestantyzm: 60%
  - kościoły niezależne: 30%
  - Kościół Rzymskokatolicki: 10%
- religie tradycyjne: 1%